# Paul Laubmann
Paul Bernhard Laubmann (* 21. Oktober 1860 in Joditz; † 26. Oktober 1917 in München) war ein deutscher Genre-, Historien- und Landschaftsmaler.

## Leben
Laubmann war ein Sohn des Stadtpfarrers in Wunsiedel. Er hatte mindestens zwei ältere Brüder Hugo Laubmann (* 11. Juli 1857) und Wilhelm Laubmann (* 29. Dezember 1858) und besuchte, wie seine Brüder, die dortige königliche Lateinschule. Seine Jugend verbrachte er in Weidenberg (Oberfranken) und studierte seit dem 15. Oktober 1880 in der Naturklasse der Königlichen Akademie der Künste in München bei Franz von Defregger. Seit 1889 unternahm er Studienreisen nach Berlin, Paris und Italien. Danach ließ er sich in München in der Hessstr. 38 nieder und nahm mehrmals an den Münchener Jahresausstellungen im königlichen Glaspalast teil. Er wurde Mitglied der Allgemeinen Deutschen Kunstgenossenschaft.
Werke (Auswahl)

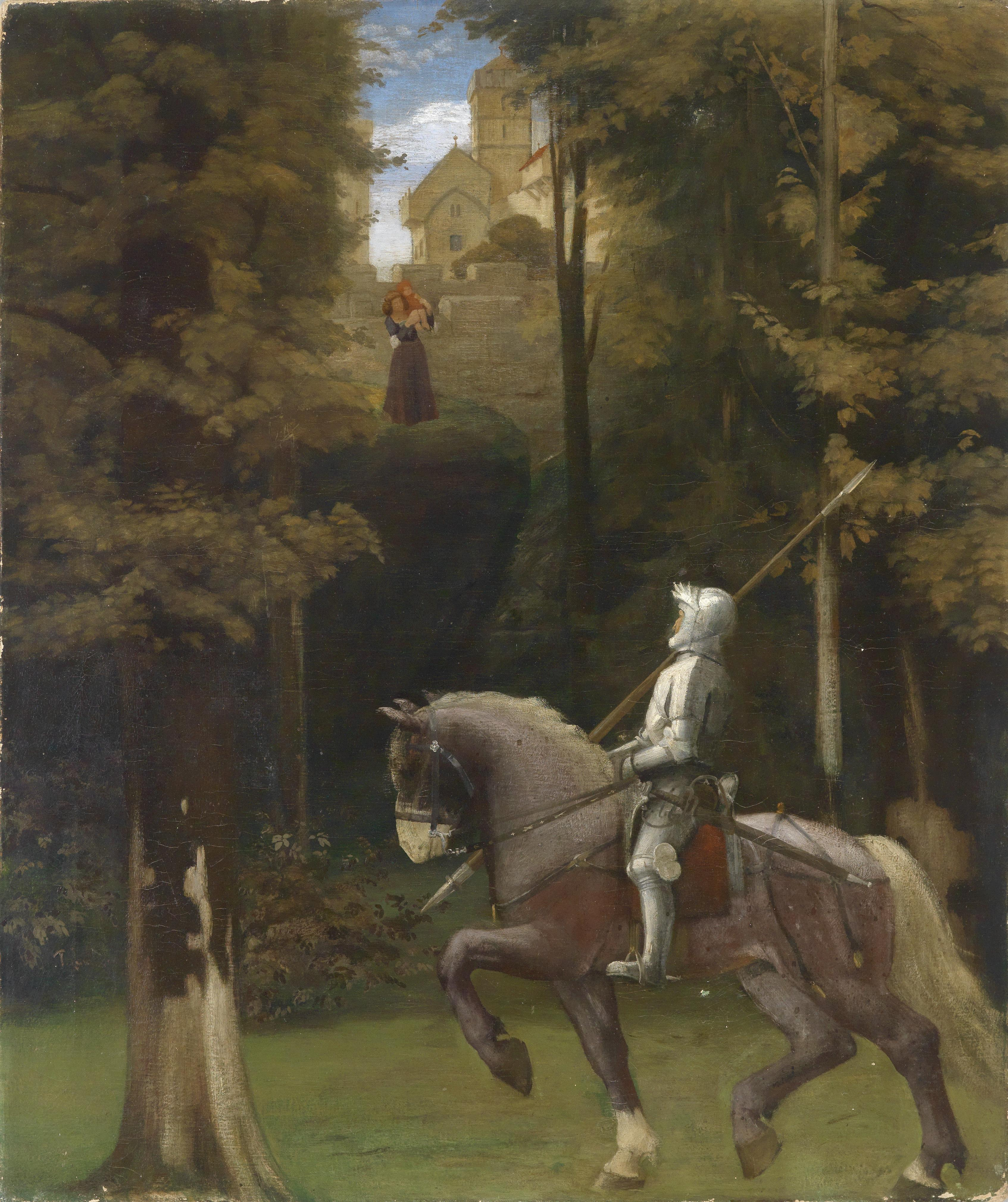
Der Ritter

- Der Ritter (Öl auf Leinwand, 96 × 80 cm)
- 1887: Einkehr (verkauft 1892 auf der Internationalen Kunstausstellung in Berlin)[3]
- 1888: Politiker (Bild 1476, 3. internationale Ausstellung im Glaspalast, Münchener Jubiläumsausstellung)[4]
- 1889: Eingeschlafen (1. Juli bis Oktober 1893, internationale Ausstellung im Glaspalast)[5]
- 1890: Lang lang ist’s her (2. internationale Ausstellung im Glaspalast)[6]